# 希尔施贝格 (莱茵兰-普法尔茨州)
希尔施贝格（德語：Hirschberg，發音：[ˈhɪʁʃˌbɛʁk] ⓘ）是德国莱茵兰-普法尔茨州莱茵-兰县的市镇，面积2.5平方千米，2023年12月31日人口为402人。